# Jean-Jacques Desvaux de Saint-Maurice

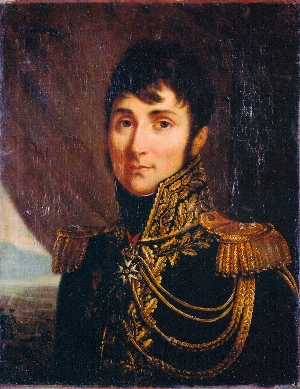
Jean-Jacques Desvaux de Saint-Maurice

Jean-Jacques Desvaux de Saint-Maurice (* 26. Juni 1775 in Paris; † 18. Juni 1815 in der Nähe von Waterloo, Belgien) war ein französischer Général de division der Artillerie.

## Leben
Desvaux ist ein Sohn von Jacques-Philippe Des Vaux, Seigneur de Saint-Maurice etc. etc. und Angélique Melin. Zwischen 1786 und 1790 besuchte er das Collège de Juilly und wurde anschließend Kadett  an der École d’artillerie de Châlons. Gleich im Anschluss daran wurde er 1792 zu General François-Christophe Kellermann versetzt. Unter dessen Befehl kämpfte er bei Aiguebelle und nahm an der Belagerung von Lyon (September/Oktober 1793) teil.
Nach weiteren Beförderungen kämpfte Desvaux im Rang eines Capitaine bei Boulou (14./15. Oktober 1793). Er nahm 1796/97 am Italienfeldzug teil und schlug sich tapfer bei Novi (15. August 1799), an der Trebbia (17./9. Juni 1799) und am Mincio (25. Dezember 1800).
Am 25. Januar 1804 berief man ihn als Aide-de-camp zu General Auguste Frédéric Louis Viesse de Marmont und im darauffolgenden Jahr erfolgte seine Beförderung zum Général de brigade.
Unter Marschall Louis-Alexandre Berthier kämpfte Desvaux bei Raab (14. Juni 1809) und Wagram (5./6. Juli 1809).
Er nahm 1812 an Napoleons Russlandfeldzug teil und konnte sich bei Borodino (7. September 1812) und an der Beresina (26./28. November 1812) wiederum durch Tapferkeit auszeichnen.
Nach der Schlacht bei Paris (30. März 1814) und der Abdankung Napoleons (→Vertrag von Fontainebleau) verhielt sich Desvaux, als Bewunderer des Kaisers, dem Haus Bourbon gegenüber neutral. Als Napoleon die Insel Elba wieder verlassen hatte und dessen Herrschaft der Hundert Tage anbrachen, schloss sich Desvaux ihm sofort wieder an. In der Schlacht bei Waterloo befehligte Desvaux die Artillerie und wurde bei Mont Saint-Jean während eines Angriffs getötet.
Desvaux war mit Céleste-Charlotte Souverbie verheiratet und hatte mit ihr zwei Kinder: Charles-Antoine-Jacques (1812–1865) und Angélique-Célestine-Augusta.

## Ehrungen
- 11. Dezember 1803 Chevalier der Ehrenlegion
- 14. Juni 1804 Officier der Ehrenlegion
- Commandeur der Ehrenlegion
- 30. Oktober 1810 Baron de l’Émpire
- 1814 Ordre royal et militaire de Saint-Louis
- Sein Name findet sich am nördlichen Pfeiler (10. Spalte) des Triumphbogens am Place Charles-de-Gaulle (Paris).
- Eine Kaserne in Stenay (Département Meuse) trägt seinen Namen